# 남해 척화비
남해척화비(南海斥和碑)는 대한민국 경상남도 남해군 설천면 노량리에 있는 척화비이다. 1997년 12월 31일 경상남도의 문화재자료 제266호로 지정되었다.

## 개요
척화비란 병인양요와 신미양요를 승리로 이끈 흥선대원군이 서양사람들을 배척하고 그들의 침략을 국민에게 경고하기 위해 서울 및 전국 각지에 세우도록 한 비로, 이 비도 그 중의 하나이다.
낮은 사각받침돌 위에 비몸을 세우고, 맨 위에 지붕돌을 올려놓아 다른 척화비와는 다른 모습이다. 이는 당시 대원군의 명으로 척화비를 곳곳에 세우자, 이 지역의 관청에서 그것을 본 떠 세우면서 양식을 달리 한 것으로 보인다.
척화비를 일제히 세우던 고종 8년(1871)에 함께 세운 것으로, 대원군이 러시아 공사관으로 납치된 후 세계 각국과의 교류가 이루어지면서 대부분의 비들이 철거되었으나, 이 비처럼 몇기의 비들이 여전히 남아 그속에 담긴 역사적인 의미를 말해주고 있다.

## 같이 보기
- 척화비

## 참고 자료
- 남해척화비 - 국가유산청 국가유산포털